# Skuggsprötfly
Skuggsprötfly, Herminia tarsicrinalis, är en fjärilsart som beskrevs av August Wilhelm Knoch 1782. Skuggsprötfly ingår i släktet Herminia och familjen Näbbflyn, Erebidae. Arten förekommer tillfälligt i Sverige, men reproducerar sig inte. Enligt den finska rödlistan är arten livskraftig, LC, i Finland. Inga underarter finns listade i Catalogue of Life.

## Bildgalleri

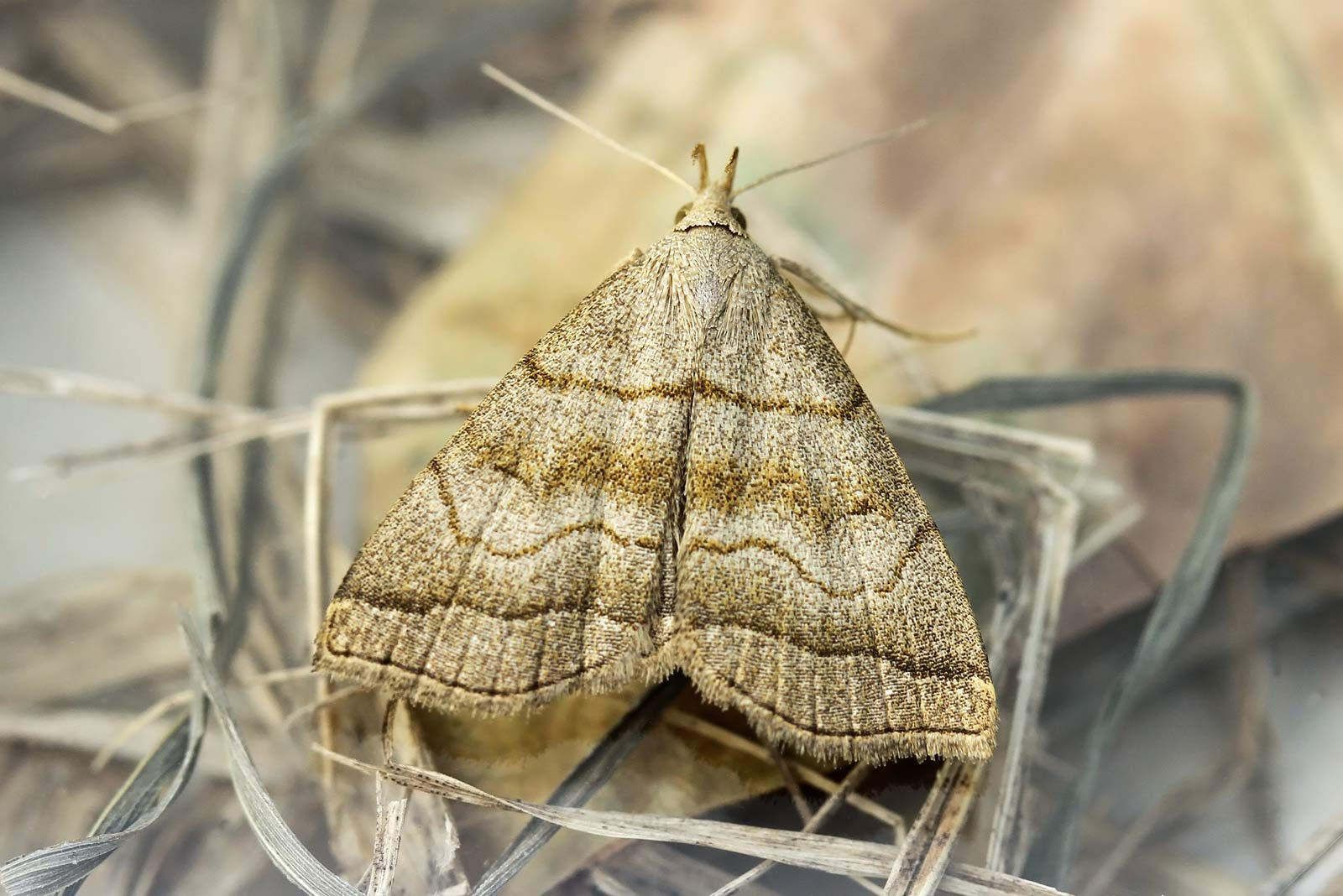
Imago fjäril
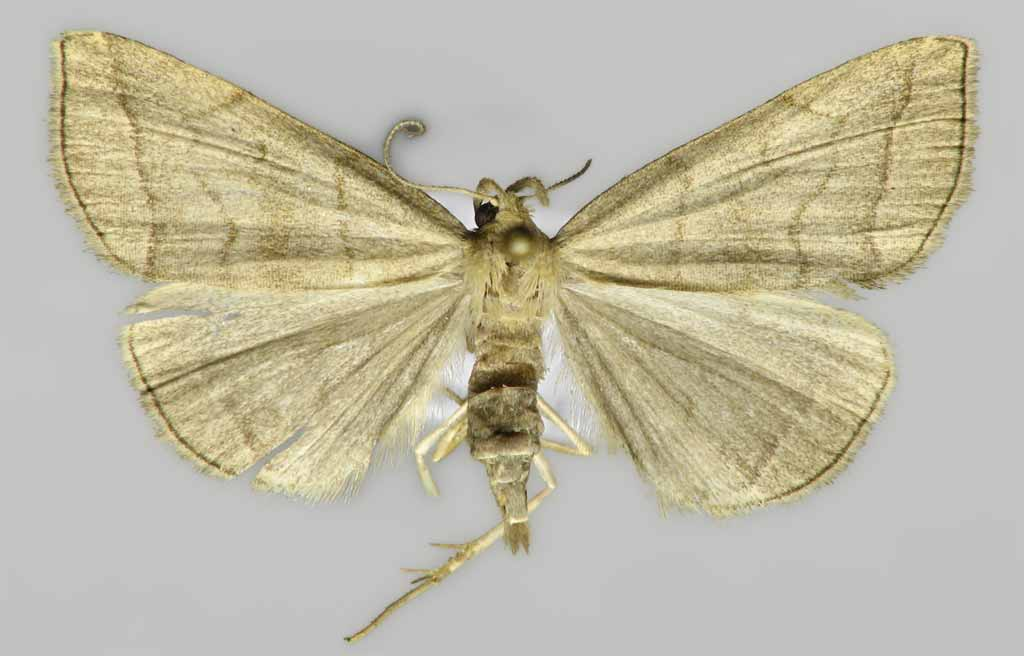
Preparerad (uppnålad) imago fjäril, ovansida
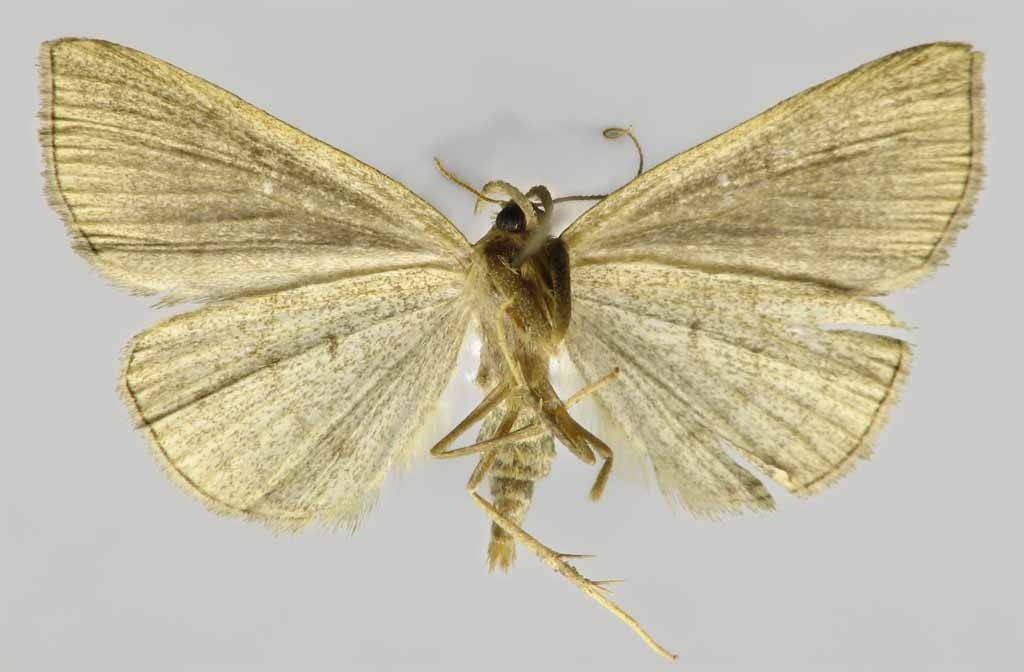
Preparerad (uppnålad) imago fjäril, undersida